# كرزيستوف أنتوني ميسنر
كرزيستوف أنتوني ميسنر (بالبولندية: Krzysztof Meissner)‏ هو فيزيائي بولندي، ولد في 1 سبتمبر 1961 في وارسو في بولندا.